# Pongamiopsis amygdalina
Pongamiopsis amygdalina är en ärtväxtart som först beskrevs av Henri Ernest Baillon, och fick sitt nu gällande namn av René Viguier. Pongamiopsis amygdalina ingår i släktet Pongamiopsis och familjen ärtväxter. IUCN kategoriserar arten globalt som starkt hotad. Inga underarter finns listade i Catalogue of Life.